# MTA Központi Kémiai Kutatóintézet
Az MTA Központi Kémiai Kutatóintézet (KKKI) egy mára már megszűnt budapesti tudományos létesítmény volt. 

## Története
A Kémiai Kutatóintézet 1954-ben kezdte meg működését Schay Géza vezetésével, kezdetben nem önálló épületekkel, hanem a Budapesti Műszaki Egyetem kémiai laboratóriumban, illetve a Hungária körúton a Szerves Vegyipari és Műanyagipari Kutatóintézetben. A szerves kémiai kutatásokat Oláh György igazgatóhelyettesként irányította, de ő az 1956-os forradalom után elhagyta az országot.
A Budapest II. kerületi Pusztaszeri út 59–67. szám alatt jegyzett épületek közül az elsőkbe 1958-ban költöztek be majd 1968-ban további épülettel bővült. Végül öt épületben folyt a kutatás, amelyeket zárt, üvegfalú folyosó kötött össze. Az épületeket Hóka László tervezte. 1997-ben az MTA határozatának megfelelően az intézmény neve Kémiai Kutatóközponttá alakult át, és beleolvadt az Izotópkutató Intézet és a Szervetlen Kémiai Kutatólaboratórium. 2004-ben viszont több résszé vált szét, amelyek a Biomolekuláris Kémiai Intézet, a Felületkémiai és Katalízis Intézet, a Szerkezeti Kémiai Intézet, az Anyag- és Környezetkémiai Intézet, és az Izotópkutató Intézet voltak. A Pusztaszeri úti területen a működése a 2010-es években szűnt meg, amikor a lágymányosi egyetemi kutatóközpontba költöztek a  Természettudományi Kutatóközpont részeként. Az épületegyüttes 2015 óta az MNB Pallas Athéné Innovációs és Geopolitikai Alapítvány tulajdonába került.
Az intézet tevékenységének fő célja a kémiai szerkezet és a reakcióképesség közötti összefüggések felderítése  volt, és több kutatási ágban úttörő munkát végzett Magyarországon, így a radioaktív izotópokkal jelzett szerves vegyületek előállítása és reakciók mechanizmusának felderítésében történő alkalmazása; a frontális gázkromatográfia elmélete, az adszorpció termodinamikája és alkalmazásai, irreverzibilis termodinamika, szénhidrogének izomerizációs és krakkreakcióinak vizsgálata, gáz- és folyadékfázisú kontaktkatalitikus és elektródreakció tanulmányozása, fotokémiai kutatások, és az anyagszerkezet-kutatás területén.
Az épület felújításra került, és a Czeizel Intézet költözött bele.